# Joseph Famerée
Joseph Famerée, né en 1955 à Emptinne, est un prêtre de la Société du Sacré-Cœur (Déhonien) et théologien belge. Il est professeur à la Faculté de théologie de l’Université catholique de Louvain, dont il est le doyen depuis 2012. 

## Biographie
Licencié-agrégé en philologie classique de l'Université catholique de Louvain (UCL) en 1977, Joseph Famerée obtint dans cette même université le grade de docteur en théologie en 1991. Entre 1989 et 1999, Joseph Famerée a concentré ses recherches sur l'étude du concile Vatican II et à la première histoire scientifique internationale de celui-ci.
Il est professeur émérite de la faculté de théologie de l'Université catholique de Louvain, dont il a été le doyen en 2012-2015, succédant à André Wénin. Il enseigne notamment l'ecclésiologie, l'œcuménisme et la théologie des Églises orientales. En 2023, il est élu co-président catholique du Groupe des Dombes.

## Œuvres (sélection)
- La transgression chrétienne des identités, Paris, Éditions du Cerf, 2012.
- Vatican II comme style: L'herméneutique théologique du Concile, coll. Unam Sanctam. Nouvelle série 4, Paris, Éditions du Cerf, 2012.
- Vous donc, priez ainsi (Mt 6,9) : Le Notre Père, itinéraire pour la conversion des Églises, Paris, Bayard, 2011.
- Baptême d'enfants ou baptême d'adultes ? : Pour une identité chrétienne crédible, coll. Théologies pratiques, Montréal-Bruxelles, Novalis-Lumen Vitae, 2006.
- avec Martin Leiner : Les "sola" de la Réforme  : relectures protestantes et catholique, Louvain, Peeters, coll. « Cahiers de la Revue théologique de Louvain » (no 44), 2020, XX-137 p. (ISBN 978-90-429-4225-7).